# Jan I van Vendôme
Jan I van Vendôme (circa 1110 - La Charité-sur-Loire, 1182) was van 1145 tot aan zijn dood graaf van Vendôme. Hij behoorde tot het huis Preuilly.

## Levensloop
Jan I was de oudste zoon van graaf Godfried III van Vendôme en diens echtgenote Mathilde, dochter van burggraaf Hugo III van Châteaudun.
Nadat zijn vader in 1137 op kruistocht naar het Heilige Land vertrok, nam Jan de regering van het graafschap Vendôme waar. In 1145 werd hij effectief graaf van Vendôme, toen zijn vader op de terugtocht naar Frankrijk overleed. Toen hij in 1137 de regering van Vendôme op zich nam, was zijn suzerein graaf Fulco V van Anjou. De kleinzoon van Fulco, Hendrik II, werd in 1154 koning van Engeland. Hierdoor bevond Jan zich in het Engelse kamp dat tegen koning Lodewijk VII van Frankrijk streed.
In 1161 veroverde graaf Theobald V van Blois de slecht beveiligde stad Vendôme en belegerde hij het kasteel van Vendôme. Hij stootte echter op het felle verzet van Jan en zijn zonen Burchard IV en Lancelin en werd verslagen door hulptroepen onder leiding van Hendrik II van Engeland. In 1170 vond in Vendôme een ontmoeting plaats tussen Hendrik II en de Franse koning Hendrik VII, wat resulteerde in een wapenstilstand.
In 1173 kwam er een conflict tussen Hendrik II en zijn zonen. Dit conflict zorgde ook verdeeldheid in het huis Preuilly waar Jan de zijde van Hendrik II, koos terwijl zijn zoon Burchard diens zonen steunde. Burchard bezette met geweld het kasteel van Vendôme en sloot de stadspoorten voor zijn vader. Uiteindelijk sloeg Hendrik II de opstand van zijn zonen neer en moest Burchard zich aan zijn vader onderwerpen.
In 1176 bereikte het aanslepende conflict met de abdij van La Trinité een hoogtepunt. Jan verjoeg de monniken uit de abdij, waardoor die naar Angers moesten vluchtten. Hij werd geëxcommuniceerd en moest op kruistocht naar het Heilige Land. In 1182 overleed hij op de terugweg van deze kruistocht, in La Charité-sur-Loire.

## Huwelijken en nakomelingen
Zijn eerste echtgenote was Bertha van Puy-du-Fou. Ze kregen volgende kinderen:
- Burchard IV (overleden in 1202), graaf van Vendôme
- Lancelin (overleden in 1195)
- Mathilde, huwde met graaf Hendrik van Trégor
- Mathilde, huwde met heer Hugo II van Amboise

Na de dood van Bertha huwde Jan met Richilde, erfgename van de heerlijkheid Lavardin. Na de dood van Richilde gaf hij de heerlijkheid aan zijn oudste zoon Burchard. Ze kregen volgende kinderen:
- Godfried, regent van het graafschap Vendôme
- Bartholomeus, aartsbisschop van Tours